# Зотов, Рафаил Михайлович
Рафаи́л Миха́йлович Зо́тов (1795 — 17 (29) сентября 1871) — русский романист, драматург и театральный критик, писатель
, переводчик, мемуарист, дед Рафаила Владимировича Зотова.

## Биография
Его отец-татарин (внучатый племянник Шагин-Гирея) после взятия Бахчисарая мальчиком был привезён в Санкт-Петербург и подарен графу Ланскому. Его крёстной матерью стала сама Екатерина II, давшая крестнику фамилию своего камердинера. Михаил Зотов воспитывался в шляхетском корпусе, участвовал в войнах начала столетия, полковником русской службы прибыл в Молдавскую армию князя Прозоровского и около 1809 года пропал бесследно.
Рафаил Зотов учился в гимназии в Санкт-Петербурге, участвовал в войне 1812—1814 годов, при Полоцке был тяжело ранен.
Служил секретарём при директоре императорских театров А. Л. Нарышкине. С 1818 года заведовал в Петербурге репертуаром немецкой, а в 1826—1836 годах — русской драматической труппы. Подал в отставку из-за конфликта с директором императорских театров А. М. Гедеоновым (Зотов даже посылал Гедеонову вызов на дуэль). На посту начальника репертуарной части Императорских театров его сменил А. Л. Невахович.
Хорошо зная иностранные языки, он был сотрудником и переводчиком многих периодических изданий, начиная с булгаринской «Пчелы» и «Сына Отечества» до «Голоса» и изданий его сына включительно. В последних Зотов поместил много статей и научного содержания.
Сочинил и перевёл (начиная с 1814) более 100 пьес, широко ставившихся на сцене. Среди них — комедии («Ревнивая жена», 1816, и др.), мелодрамы («Разбойник богемских лесов», 1830, «Проезд вице-губернатора», 1838), водевили и исторические драмы: «Юность Иоанна III, или Нашествие Тамерлана на Россию», СПб., 1823, и др.). Перевёл на немецкий язык 10 русских пьес и составил на французском языке историю Александра I.
Его романы, главным образом исторические: «Двадцатипятилетие Европы в царствование Александра I» (1831; 2-е изд., 1841), «Леонид или Некоторые черты из жизни Наполеона I» (1832; изд. 4-е, СПб., 1881), «Никлас-Медвежья лапа» (1837; изд. 2-е, М., 1858), «Наполеон на острове святой Елены» (1838; два издания), «Шапка юродивого» (М., 1839), «Цын-Киу-Тонг, или три добрые дела духа тьмы» (1840; 2-е изд. М., 1858), «Таинственный монах» (из истории Алексея Михайловича и Петра I, 1843; изд. 5-е СПб., 1881), «Бородинское ядро и Березинская переправа» (1844), «Два брата или Москва в 1812 г.» (1851; 2-е изд. М., 1858), и многие другие в своё время охотно читались средней публикой. Большим интересом отличались его «Театральные воспоминания» (СПб., 1859). Записки Зотова опубликованы в «Иллюстрированном Вестнике» (1874, № 3-8).
Посмертный роман Зотова: «Последний потомок Чингисхана» (СПб., 1881) касается жизни и загадочной кончины его отца.
Против драматургии Зотова и его ближайших соратников — Н. В. Кукольника, П. Г. Ободовского и др., резко выступала демократическая критика во главе с В. Г. Белинским.